# Satu Nou (okręg Bihor)
Satu Nou (węg. Kügypuszta) – wieś w Rumunii, w okręgu Bihor, w gminie Tămășeu. W 2011 roku liczyła 222 mieszkańców.